# Château de la Poterie
 (décembre 2023).
Si vous disposez d'ouvrages ou d'articles de référence ou si vous connaissez des sites web de qualité traitant du thème abordé ici, merci de compléter l'article en donnant les références utiles à sa vérifiabilité et en les liant à la section « Notes et références ».
Le château de la Poterie est un château situé à La Chapelle-sur-Erdre, en France.          

## Localisation
Le château est situé sur la commune de La Chapelle-sur-Erdre, dans le département de la Loire-Atlantique.

## Historique
Au XVIIe siècle, le fief de la Poterie appartient à la famille Mocquard, négociants nantais, alliée aux Grilleau de La Vinaudière et aux Pontdavy. René Mocquard, sieur de la Poterie, est miseur puis échevin de Nantes. 
Par héritage, le domaine passe aux Vanasse, armateurs à La Fosse, alliés aux Clanchy, nobles irlandais alliés aux Monti et Freslon. L'actuel château de la Poterie est une folie nantaise, de style Louis XVI, construite sur les bords de l'Erdre à la fin du XVIIIe siècle, par l'architecte Jean-Baptiste Ceineray, pour la famille Vanasse.
En 1850, La Poterie est propriété à la veuve de Freslon, avant d'être acquis par Louis Lespervier.
En 1863, le château et son domaine de plus de 100 ha passent à la famille Levesque par l'intermédiaire de Louis Auguste Levesque. Son fils, Rogatien, y établit un chenil.